# Ідзіковиці (Опочинський повіт)
Ідзіковиці (пол. Idzikowice) — село в Польщі, у гміні Джевиця Опочинського повіту Лодзинського воєводства.
Населення — 436 осіб (2011).
У 1975-1998 роках село належало до Радомського воєводства.

## Демографія
Демографічна структура станом на 31 березня 2011 року:
|          | Загалом | Допрацездатний вік | Працездатний вік | Постпрацездатний вік |
| -------- | ------- | ------------------ | ---------------- | -------------------- |
| Чоловіки | 207     | 50                 | 137              | 20                   |
| Жінки    | 229     | 54                 | 118              | 57                   |
| Разом    | 436     | 104                | 255              | 77                   |